# WX330J
WX330Jは、日本無線が開発製造し、ウィルコムが販売していたPHS端末である。
本項では法人向けモデルのWX330J-Zについても述べる。なお、WX330J-Zに関してはワイモバイルへの商号変更並びに「Y!mobile」へのブランド変更後も発売されており、従来のウィルコムブランドのままで販売されている。

## 特徴
WX330JおよびWX330J-Zは、ウィルコムとしては初の防水機能（IPX5/7相当）を搭載した端末である。防水機能を搭載した携帯電話端末では最も薄い（2008年10月24日現在）。製造する日本無線はかつてGEOFREEと呼ばれる防水機能を搭載した端末群をNTTドコモ向けに供給した経験があり、その後継とも言える。防水機能との兼ね合いからかカーソルキーからは指紋認証が外されて一般的なボタンになっている。
ウィルコムが2008年12月より開始するビジネス安心サービスへの対応やカメラ非搭載、自営2番対応などこれまでの日本無線製端末同様法人での利用を強く意識している。
ブラウザはこれまで通りNetFrontが採用されている。日本語変換システムはこれまでWXシリーズで採用されていたWnnシリーズではなく、富士ソフト製のFSKARENが採用されている。ウィルコムとしては初の採用となる。
国際ローミングは台湾、タイ、ベトナムに対応。中国にも対応との記載があるが、中国での国際ローミングにはウィルコムは現在提供しておらず、詳細は不明である。WX130Sとは違いPIMカードに対応しているという事ではない。
WX330J-Zは、法人向けソリューション『W-VPN』に対応している。カラーはホワイトのみ発売されている。

## 沿革
- 2008年10月28日 発表
- 2008年11月13日 発売